# Emmanuel Armah
Emmanuel Armah (ur. 22 kwietnia 1968) – ghański piłkarz grający na pozycji obrońcy. W swojej karierze rozegrał 22 mecze i strzelił 1 gola w reprezentacji Ghany.

## Kariera klubowa
Swoją karierę piłkarską Armah rozpoczął w klubie Hearts of Oak. Zadebiutował w jego barwach w ghańskiej pierwszej lidze. Grał w nim do 1999 roku, z przerwą na występy w 1994 roku w rumuńskim klubie Sportul Studențesc. Wraz z Hearts of Oak wywalczył trzy mistrzostwa kraju w sezonach 1996/1997, 1997/1998 i 1999 oraz zdobył trzy Puchar Ghany w sezonach 1993/1994, 1995/1996 i 1999.

## Kariera reprezentacyjna
W reprezentacji Ghany Armah zadebiutował 1 września 1990 roku w wygranym 1:0 meczu kwalifikacji do Pucharu Narodów Afryki 1992 z Nigerią, rozegranym w Kumasi. W 1992 roku był w kadrze Ghany na Puchar Narodów Afryki 1992. Rozegrał na nim trzy mecze: grupowe z Zambią (1:0) i z Egiptem (1:0) oraz finał z Wybrzeżem Kości Słoniowej (0:0, k. 10:11).
W 1994 roku Armah został powołany do kadry na Puchar Narodów Afryki 1994. Na tym turnieju nie rozegrał żadnego spotkania. Od 1990 do 1997 rozegrał w kadrze narodowej 22 mecze i strzelił 1 gola.